# 成大心
成大心（？—前615年），羋姓，成氏，名大心，又称大孙伯，春秋时期楚国的令尹，成得臣的儿子，成嘉的兄弟。
前632年，城濮之战前，成大心与鬬宜申（子西）使荣黄谏，成得臣不听。城濮之战之后，成大心劝说成得臣，成得臣不听，自杀。前627年，鬬勃（子上）听从成大心的建议，没有追击晋国阳处父。太子商臣以此陷害鬬勃。前622年，成大心、仲归帅师灭六国。前616年，成大心在防渚败麇师。前615年，成大心去世，成嘉为令尹。